# Franz Metzger
Johann Franz Metzger, född i Enkenbach i Landkreis Kaiserslautern, döpt 26 december 1729 var en tysk pianist och tonsättare, från 1785 verksam i Paris.

## Biografi
Franz Metzger flyttade omkring 1785 till Paris och arbetade där som pianist och kompositör. Han levde ännu 1808 och avled troligen kort därefter. Metzger komponerade cellosonater, La Bataille de Fleurus (tonmålning för piano) och så vidare. En av hans sonater är tillägnad hertiginnan L'Aumont.

## Bataille de Fleurus
Metzger är upphovsman till musikstycket Bataille de Fleurus (som beskriver slaget om Fleurus 1794), som var en viktig beståndsdel i den omtalade musikprocessen i Uppsala år 1800.